# Milena Jesenská
Milena Jesenská (Praga, 10 de agosto de 1896-campo de concentración de Ravensbrück, Alemania, 17 de mayo de 1944) fue una escritora, periodista y traductora checa.

## Vida
Durante muchos años fue conocida como “la enamorada de Kafka” debido a la edición de las cartas que el escritor le había enviado.
Nació en el seno de una familia aristocrática; su padre era cirujano y profesor de la Universidad de Praga y su madre murió cuando ella tenía 16 años. Estudió en el exclusivo Instituto para niñas Minerva y, obedeciendo los deseos de su padre, comenzó los estudios de Medicina aunque pronto los abandonó. Se enamoró de Ernst Pollak, escritor austriaco de origen judío, y pese a la oposición paterna se establecieron en Viena.
Buscando independizarse de su esposo, comenzó a realizar traducciones y a dar clases de checo; uno de sus alumnos fue el novelista y ensayista austriaco Hermann Broch.
Allí tuvo conocimiento directo de las condiciones en las que se encontraba la clase trabajadora y comenzó a escribir reportajes sobre la vida cotidiana en la metrópoli para el diario liberal de Praga Tribuna. Comenzó así una conciencia de izquierda que le marcaría toda su vida.
En 1919, leyó algunos cuentos del escritor checo de lengua alemana Franz Kafka y le escribió pidiendo su autorización para traducir al checo su relato El Fogonero (‘Der Heizer’). Esta carta fue el comienzo de una apasionada correspondencia entre ambos que durará dos años (1920–1922), en los que sólo tendrán dos encuentros personales: cuatro días en Viena y un día en Gmünd. Tradujo además la novela El Proceso’y las obras Meditaciones y La Condena.
A la muerte de Kafka, el 3 de junio de 1924, escribió en Viena una nota fúnebre para el diario Narodni Listy de Praga, donde dice "tímido, retraído, suave y amable, visionario, demasiado sabio para vivir, demasiado débil para luchar, de los que se someten al vencedor y acaban por avergonzarlo".
A partir de 1920 que ella comenzó a ser reconocida como periodista. En Viena colaboró con los periódicos checos Tribuna y Národní Listy y las revistas Pestrý týden y Lidové Noviny. Durante los años 1938 y 1939 editó el importante semanario cultural y político Presencia (Přítomnost), publicado en Praga por Ferdinand Peroutka. Sus reportajes, artículos y reflexiones allí publicados son una muestra de una mirada original y del espíritu feminista que están entre las mejores páginas del periodismo checoslovaco de preguerra.
En la segunda mitad de los años 20 salieron publicados los únicos libros que escribió en vida. Las Recetas de Milena (Milenovy recepty), El Camino a la Simplicidad Cesta k jednoduchosti’) y ‘El Monje hace el Hábito’ (Člověk dělá šaty). El libro de rectas era una recopilación de las mandadas por sus oyentes y los otros dos, recopilación de sus reportajes.
Ya divorciada de Pollack, vivió en Praga, donde se casó con el arquitecto checo Jaromír Krejcar y en 1928 nació su hija Jana. Ambos eran miembros del Partido Comunista de Checoslovaquia. Krejcar partió por un tiempo a la Unión Soviética y regresó conmocionado de las arbitrariedades y crímenes del estalinismo.
Para Milena comenzó una década trágica e intensa de creatividad profesional. Por un lado, se había hecho adicta a la morfina, divorciado de su marido y su éxito profesional era cada vez mayor. Colaboraba en la prensa comunista, pero pronto comenzó su desencanto con el comunismo soviético, y denunció tanto las purgas como la traición que habían sufrido muchos militantes comunistas judíos. Apoyó a los refugiados alemanes que llegaban huyendo del régimen nazi.
Después de la ocupación de Praga, Milena se integró en la lucha clandestina contra los ocupantes. Ayudó a muchos judíos austriacos y alemanes a escapar del Protectorado, así como a algunos soldados checos. La periodista los escondía antes de entregárselos al médico Joachim Von Zadwitzowi, que los llevaba a Ostravsko, junto a la frontera polaca. Como provocación andaba por la calle con una estrella amarilla prendida en la ropa, aunque no era de origen judío.
Fue detenida por la Gestapo en noviembre de 1939 y recluida en el campo de concentración de Ravensbrück, donde se convirtió en enfermera. Los testimonios de las sobrevivientes hablan de su conducta animosa, solidaria y valiente que ayudaba a mejorar la calidad de vida física y psicológica de las prisioneras. Allí conoció y mantuvo una gran amistad con Margarete Buber-Neumann, en la que la literatura era el centro de la conversación debido a que pensaban que “el espíritu constituye una isla, pequeña, pero segura, en el centro mismo de un mar de miseria y desolación”. Posteriormente, Buber-Neumann le dedicaría un libro a la escritora checa: Kafkas Freundin Milena, en el cual, además de relatar la vida de Milena, da cuenta también de las jornadas que vivieron ambas en el campo de concentración.
Durante la reclusión, escribió unas cuarenta cartas a su padre y a su hija Honza, de las que han aparecido ahora siete, una de ellas dirigida a su segundo esposo, Jaromír Krejkar.
En el campo de concentración contrajo una infección renal que acabó con su vida el 17 de mayo de 1944.

## Reconocimientos
En 1995 le fue concedido el título israelí de Justa entre Naciones, y en 1996 la Orden de Tomáš Garrigue Masaryk.
En Sabadell una calle tiene su nombre.
El asteroide (6441) Milenajesenska fue nombrado así en su memoria.